# ガーナー (ノースカロライナ州)
ガーナー（英: Garner）は、アメリカ合衆国ノースカロライナ州のウェイク郡にある町。人口は3万1159人（2020年）。州都ローリーの郊外に位置している。
アメリカ合衆国行政管理予算局は、ローリー・ダーラム・チャペルヒル広域都市圏にガーナーも含めている。行政管理予算局は2003年6月6日に連邦統計地域を見直し、長年ローリー・ダーラム・チャペルヒル広域都市圏とされていたものを、2つの大都市圏に分割したが、現在でも1つの大都市圏として機能している。

## 歴史
ガーナーは1847年に地域に鉄道が開通してから、町としての発展を始めた。同年、ノースカロライナ州議会下院で賛否同数となり、議長の決定票によって、現在のガーナーがある場所が、ノースカロライナ鉄道のゴールズボロとシャーロットの間の駅を造る場所に選ばれた。「ガーナーズ・ステーション」は1878年に郵便局の建設と共に設立され、ガーナーズ・ステーションの町は1883年に法人化された。
ガーナーはセントメアリーズ郡区の中にあり、その名前はイングランド国教会の教区の名前から採られた。アメリカ独立戦争より前にこの地域に開拓者が入っていたことが知られている。1756年には既にパンサー・ブランチ郡区のガーナーより南にあった教会の文書化された記録がある。パーカー・ランドに拠れば、1759年、広さ3,000エーカー (12 km2) の土地が、国王ジョージ2世からランドの先祖に払い下げられたとされていた。この地域の一部が後に、ランズミルと呼ばれる町になった。ランズミル池が後にベンソン湖と改名された。1951年に拡張され、現在は貯水池として使われている。ガーナーはその始まり以来成長を続け繁栄した。1891年、ガーナーズ・ステーションの村がその認証を返上し、1905年にガーナー町として再度認証が申請され認められた。初代の町役人として、町長はJ・B・リチャードソン、町政委員としてH・D・ランド、J・J・バグウェル、H・ブライアン、M・C・ペニー、J・S・バッファローの5人だった。これらの役人は任期を1年間とされ、その後継者が選挙で選ばれ資格付けされまでるまでの期間とされた。
パーカー・ランドに拠れば、ガーナーはかつてこの地域に住み、後にテキサス州に移転した一家の名前を採用していた。別の説では、南北戦争後に鉄道に沿った土地を所有していた黒人の家具職人かつ大工だったヘンリー・フォートが名付けたというものである。ウィリアム・S・パウェルは、ガーナーが町の設立者H・C・ガーナーにちなんで名付けられたと言っている。「ザ・ステイト」紙の記事でもH・C・ガーナーを設立者として挙げているが、彼に関する情報はほとんど残っていない。
南北戦争の最終盤に、ガーナーでも戦闘が起きた。この地域で小競り合いが発生しており、ニュー・ベセル教会や「ガーナー」ハウスに今も保存されている弾痕がその証拠である。「ガーナー」ハウスは負傷した兵士のために病院として使われたと言われている。
戦後の時代は困難な状況にあったが、1878年までにこの小さな町にも郵便局を設置することができた。これが「ガーナーズ・ステーション」の名前が始まったときである。トマス・ビンガムが初代郵便局長だった。
1887年の日付がある古い地図では、ガーナーがホロマンズ道路とされる道路でローリー市と繋がれている。これは当時典型的な田舎道であり、舗装されたのはやっと1918年のことだった。小さなガーナーの町と州都とを結ぶ機能とは別に、その重要さはノースカロライナ州で最古かつ最長の回廊の1つであるセントラル・ハイウェイの小部分にされたという事実にある。
1920年頃、この道路はノースカロライナ州道10号線とされ、後にアメリカ国道70号線に指定された。州道10号線は州内で建設された最初の舗装道となり、高規格道路を建設するために最初に州が発行した州債で資金手当てされた。山と海を繋いだセントラル・ハイウェイは1911年に開通した。この中でガーナーからローリーまでの区間が1916年ないし1917年に舗装された。
サム・ミッチなーはぬかるんだ道路を通って第一次世界大戦に出征し、復員したときはそれが舗装されていたことを回想している。この道路の部分は今日、オールド・ガーナー道路と呼ばれている。
ガーナーの初期開拓者にとって農業が主要な収入源であり、綿花が主要作物だった。20世紀への変わり目に、幾つか小さな事業が発展を始めた。ガーナーで最初の企業はヘンリー・フォートが所有していた材木店だったと言われている。フォートは優れた家具職人かつ大工であったと言われており、彼が製作したワードローブ、タンスなどの木製家具は、今日でもガーナー住民によって使われている。町で最初期の雑貨店はトマス・ベネットが所有するものだった。その他の初期企業としては、H・D・ランドが所有していた商店、ジョージ・モンタギューが経営していた薬店、C・H・デュプリー・ジュニア、R・ガーナー、J・B・ホビー、J・R・ウィリアムズなどが経営した雑貨店数店などがあった。地域の雑貨店やコットン・ジンに加えて、鍛冶屋、修繕店、床屋、有料で馬（馬車）を貸す厩舎、寮などが存在した。1910年にはガーナーで初の銀行が設立された。H・D・ランドが頭取であり、J・A・ウェザーズ会計係だった。1912年、ガーナーに電話が引かれた。それから短い間に電話の加入者は10件にもなった。最初の交換機はベラ・ジョーンズの家で操作された。この電話は2年後に一旦閉鎖され、1924年に戻ってきた。ガーナーの企業と住民の生活はこの時代も着実に成長を続け、さらに最近では速度を増している。
ガーナーは人口が増え、住宅地が成長し、町の中でも司法権外の領域でも、事業やサービス業が成長を始めた。町の役人は、町が急速に成長し続けると予測した。
2009年6月9日、コンアグラ・フーズの工場で爆発が起こり、屋根が一部崩壊した結果、労働者4人が死に、40人ほどが負傷した。
ガーナー町内にあるアメリカ合衆国国家歴史登録財としては、ガーナー中心街歴史地区、イーデンウッド（邸宅）、メドウブルック・カントリークラブがある。

## 地理
ガーナー町は北緯35度41分54秒 西経78度37分22秒 / 北緯35.69833度 西経78.62278度 (35.698243, -78.622865)に位置している。
アメリカ合衆国国勢調査局に拠れば、町域全面積は14.8平方マイル (38.3km2)であり、このうち陸地14.7平方マイル (38.2 km2)、水域は0.04平方マイル (0.1km2)で水域率は0.34%である。
ガーナーはウェイク郡の中に全て含まれている。隣接するジョンストン郡にあるクリーブランドの町は未編入領域だが人口密度は高い。そのクリーブランドや、ウェイク郡の一部未編入領域もガーナーを郵便用住所に使っている。

## 人口動態
以下は2000年国勢調査による人口統計データである。
| 基礎データ - 人口: 17,757 人 - 世帯数: 6,950 世帯 - 家族数: 4,830 家族 - 人口密度: 534.8人/km2（1,385.1 人/mi2） - 住居数: 7,252 軒 - 住居密度: 218.4軒/km2（565.7 軒/mi2） 人種別人口構成 - 白人: 67.02% - アフリカン・アメリカン: 27.13% - ネイティブ・アメリカン: 0.41% - アジア人: 1.11% - 太平洋諸島系: 0.02% - その他の人種: 2.77% - 混血: 1.54% - ヒスパニック・ラテン系: 4.75% 年齢別人口構成 - 18歳未満: 25.0% - 18-24歳: 7.9% - 25-44歳: 33.6% - 45-64歳: 22.6% - 65歳以上: 10.9% - 年齢の中央値: 36歳 - 性比（女性100人あたり男性の人口） - 総人口: 93.5 - 18歳以上: 89.2 | 世帯と家族（対世帯数） - 18歳未満の子供がいる: 34.0% - 結婚・同居している夫婦: 53.5% - 未婚・離婚・死別女性が世帯主: 12.7% - 非家族世帯: 30.5% - 単身世帯: 24.2% - 65歳以上の老人1人暮らし: 6.5% - 平均構成人数 - 世帯: 2.51人 - 家族: 3.00人 収入と家計 - 収入の中央値 - 世帯: 47,380米ドル - 家族: 58,302米ドル - 性別 - 男性: 37,359米ドル - 女性: 29,805米ドル - 人口1人あたり収入: 22,433米ドル - 貧困線以下 - 対人口: 6.8% - 対家族数: 4.9% - 18歳未満: 8.9% - 65歳以上: 10.1% |

## 町政府
ガーナー町は現在、町政委員会・町マネジャー方式を採用しており、町政委員会が選挙で選ばれる立法府である。委員会が町マネジャーを指名して、町の日々の運営を管理させる。町政委員会は1人の町長と5人の委員で構成され、委員は町長代行を互選する。

## 経済
食肉加工業のバターボールが、郵便用住所はガーナーを使っているが、町域の外に位置している。

### 主要雇用主
ガーナー郡の2010年包括的財務報告書に拠れば、郡内の主要雇用主は次の通りである。
| 順位 | 雇用主                               | 従業員数 |
| ---- | ------------------------------------ | -------- |
| 1    | ウェイク郡公共教育学区               | 1,040    |
| 2    | コンアグラ・フーズ                   | 600      |
| 3    | パーゴ                               | 280      |
| 4    | ハムリン・カンパニーズ               | 250      |
| 5    | ウォルマート                         | 212      |
| 6    | LL ヴァン・エレクトリック            | 200      |
| 6    | ロウズ                               | 200      |
| 7    | ローレルズ・オブ・フォレスト・グレン | 160      |
| 8    | ガーナー町                           | 158      |
| 9    | ザ・ホーム・デポ                     | 150      |
| 9    | ウルトラテック・インダストリーズ     | 15-      |
| 10   | ターゲット                           | 140      |

## 交通

### 道路
ガーナーを通る主要高規格道路は以下の通りである。
- 州間高速道路40号線、ガーナー町の北と東側を抜ける。サウス・サンダース通り（出口298番A）、ハモンド道路（出口299番）、ジョーンズ・ソーセージ（出口303番）、アメリカ国道70号線（出口306番B）からアクセスできる
- アメリカ国道70号線、ガーナーを通る東西方向幹線道、企業やショッピングセンターの大半がこの道路沿いにある
- アメリカ国道401号線、町の北西角で国道70号線から分離し、町の西部に通る
- ノースカロライナ州道50号線、町の北西隅で国道401号線と同70号線と共に町に入り、ベンソン道路で70号線と分かれ、ガーナーを通る南北方向の幹線道となる。州間高速道路40号線に並行してジョンストン郡に向かう
- ノースカロライナ州道42号線、ガーナーの南部を通る東西方向道、町域の外を通るが、ウェイク郡とジョンストン郡の未編入領域でガーナーの郵便用住所を持つ地域を通る
- ティンバー・ドライブ、ハモンド道路の延伸部、ガーナーの住宅地区と国道70号線および州間高速道路40号線を繋ぐ幹線道
- ガーナー道路、元は国道70号線が通っていた道、町の北側境界に並行している

### 公共交通
ガーナーの町内をトライアングル交通局の102番系統バス便が運行されている。

### 鉄道
アムトラックの線路がガーナーの町域を通っているが、停車はしない。最寄駅はローリーにある。

### 空港
定期旅客便が運行される最寄り商業空港はローリー・ダーラム国際空港である。一般用途ではフキーバリナ町内にあるトリプル・W空港か、ナイトデール町にあるローリー・イースト空港が利用できる。

## 教育
ガーナーの周辺では下記の学校が利用できる。その全部ではないが、大半が町域内にある。ノースカロライナ州の教育学区は、多少の例外はあるものの、郡の単位で組織されており、児童生徒の通う学校は住んでいる自治体には捉われずに割り当てられることも多い。
ウェイク郡公共教育学区
- アバーズボロ小学校
- クリーチ道路小学校
- イーストガーナー小学校
- ランド道路小学校
- スミス・マグネット小学校
- ティンバー・ドライブ小学校
- バンドラ・スプリングス小学校
- バンス小学校
- イーストガーナー中学校
- ノースガーナー中学校
- ガーナー・マグネット高校

ジョンストン郡公共教育学区
- ポレンタ小学校
- ウェストビュー小学校
- クリーブランド中学校

## 著名な出身者
- ジョン・ウォール、NBAバスケットボール選手、ワシントン・ウィザーズ
- デビッド・ウェスト、バスケットボール選手、ザビアー大学在学中にNCAAのプレイアー・オブ・ザ・イヤー、NBAではサンアントニオ・スパーズ